# Simone Montedoro
Simone Montedoro (ur. 28 lipca 1973 w Rzymie) – włoski aktor fotonoweli, filmowy, teatralny i telewizyjny.

## Kariera
Simone Montedoro brał udział w warsztatach i spektaklach teatratralnych prowadzonych przez Francescę De Sapio, Michaela Margottę Duccio Cameriniego, swoją karierę aktorską rozpoczął w operach mydlanych. Debiut teatralny zaliczył w sezonie 1998/1999 w spektaklu pt. No Exit e A chi toccherà stasera w reżyserii Massimiliano D'Epiro. Wystąpił także w sztukach w reżyserii Duccio Cameriniego: Sopra (2002) i Scoppio d’amore e guerra (2004/2006). Na początku swojej kariery brał udział w kilku filmach krótkometrażowych w reżyerii m.in.: Massimiliano D'Epiru, Danilo Proiettiego, Laury Belli i Stefano Realiego (Con amore Rossana, Polvere, Canelupo, Film, L'odore della notte, World Cup 98).
Debiut na małym ekranie zaliczył w 1999 roku w serialu pt. Pepe Carvalho w reżyserii Franco Giraldiego, gdzie wcielił się w postać Totò, a wielkim ekranie zaliczył w 2000 roku w filmie pt. Un'isola d'inverno w reżyserii Gianluigiego Calderone’a. Potem zagrał w serialach m.in. Distretto di Polizia (2001–2006 – reż. Antonello Grimaldi i Monica Vullo), Il commissario (2002 – reż. Alessandro Capone), Il commissario Montalbano (2002 – reż. Alberto Sironi), Un medico in famiglia (2003), Medicina generale (2006 – reż. Renato De Maria), Ho sposato uno sbirro (2007 – reż. Carmine Elia).
Jednak największą popularność dzięki roli w reklamie włoskich serów Grana padano i serialu telewizyjnym pt. Don Matteo, w którym w 2008 roku zastąpił w obsadzie Flavio Insinnę i od tej chwili wciela się w role kapitana Giulio Tommasiego, szefa, a potem zięcia sierżanta Antonio Cecchiniego granego przez Nino Frassicę. Później zagrał w filmach i serialach m.in. Altromondo (2008 – reż. Fabio Massimo Lozzi, Enrico Mattei - L'uomo che guardava al futuro (2009 – reż. Giorgio Capitani), L'isola (2012–2013 – reż. Alberto Negrin), Św. Barbara z Nikomedii (2012 – reż. Carmine Elia), Rossella (2012 – reż. Gianni Lepre).

## Filmografia

### Teatr
- 1998/1999: No Exit i A chi toccherà stasera
- 2002: Sopra
- 2004/2006: Scoppio d’amore e guerra

### Filmy
- 2000: Un'isola d'inverno
- 2008: Altromondo jako Fulvio
- 2008: 15 sekund
- 2012: Św. Barbara z Nikomedii jako Claudio
- 2013: Niente può fermarci jako Giann
- 2015: Una casa nel cuore jako Francesco

### Filmy krótkometrażowe
- Con amore Rossana
- Polvere
- Canelupo
- Film
- L'odore della notte
- World Cup 98

### Seriale
- 1999: Pepe Carvalho jako Totò
- 2000: L'avvocato Porta - Le nuove storie
- 2000: Caro domani
- 2001–2006: Distretto di Polizia
- 2002: Il commissario
- 2002: Il commissario Montalbano
- 2003: Un medico in famiglia
- 2003: Salvo D'Acquisto
- 2005: Provaci ancora prof
- 2006: Medicina generale
- 2007: Ho sposato uno sbirro jako Sanna
- od 2008: Don Matteo jako kapitan Giulio Tommasi
- 2009: Enrico Mattei - L'uomo che guardava al futuro jako Ottavio
- 2012–2013: L'isolajako Adriano Liberato
- 2012: Rossella jako Lorenzo Malatesta
- 2015: Condominio occidentale